# السباحة في الألعاب الأولمبية الصيفية 2016
عقدت منافسات السباحة في دورة الألعاب الأولمبية الصيفية 2016 في ريو دي جانيرو في الفترة من 06-13 أغسطس في الاستاد الاولمبي للرياضات المائية . وعقدت منافسات سباق الماراثون في المياه المفتوحة يومي 15 و 16 أغسطس في فورت كوباكابانا.

## ملخص الميداليات

### جدول
*   الدولة المستضيفة (البرازيل)
| الترتيب | منتخب            | ذهبية | فضية | برونزية | المجموع |
| ------- | ---------------- | ----- | ---- | ------- | ------- |
| 1       | الولايات المتحدة | 16    | 8    | 9       | 33      |
| 2       | أستراليا         | 3     | 4    | 3       | 10      |
| 3       | المجر            | 3     | 2    | 2       | 7       |
| 4       | اليابان          | 2     | 2    | 3       | 7       |
| 5       | هولندا           | 2     | 0    | 0       | 2       |
| 6       | بريطانيا العظمى  | 1     | 5    | 0       | 6       |
| 7       | الصين            | 1     | 2    | 3       | 6       |
| 8       | كندا             | 1     | 1    | 4       | 6       |
| 9       | إيطاليا          | 1     | 1    | 2       | 4       |
| 10      | السويد           | 1     | 1    | 1       | 3       |
| 11      | الدنمارك         | 1     | 0    | 1       | 2       |
| 11      | إسبانيا          | 1     | 0    | 1       | 2       |
| 13      | كازاخستان        | 1     | 0    | 0       | 1       |
| 13      | سنغافورة         | 1     | 0    | 0       | 1       |
| 15      | جنوب إفريقيا     | 0     | 3    | 0       | 3       |
| 16      | روسيا            | 0     | 2    | 2       | 4       |
| 17      | فرنسا            | 0     | 2    | 1       | 3       |
| 18      | بلجيكا           | 0     | 1    | 0       | 1       |
| 18      | اليونان          | 0     | 1    | 0       | 1       |
| 20      | بيلاروس          | 0     | 0    | 1       | 1       |
| 20      | البرازيل*        | 0     | 0    | 1       | 1       |
| المجموع | المجموع          | 35    | 35   | 34      | 104     |

### حدث الرجال
| الحدث                              | الذهبية | الذهبية       | الفضية | الفضية                                    | البرونزية | البرونزية                                      |
| ---------------------------------- | --- | ------------- | --- | ----------------------------------------- | --- | ---------------------------------------------- |
| 50 م حرة                           | أنطوني إيرفين · الولايات المتحدة | 21.40         | فلوران مانودو · فرنسا | 21.41                                     | ناثان أدريان · الولايات المتحدة                                                                                                 | 21.49                                          |
| 100 م حرة                          | كايل تشالمرز · أستراليا | 47.58 WJR     | بيتر تيمرز · بلجيكا | 47.80 قائمة السجلات البلجيكية في السباحة ‏ | ناثان أدريان · الولايات المتحدة                                                                                                 | 47.85                                          |
| 200 م حرة                          | سون يونغ · الصين | 1:44.65       | تشاد لو كلو · جنوب إفريقيا | 1:45.20 AF                                | كونور دواير · الولايات المتحدة                                                                                                  | 1:45.23                                        |
| 400 م حرة                          | ماك هورتون · أستراليا | 3:41.55       | سون يونغ · الصين | 3:41.68                                   | غابرييلي ديتي · إيطاليا | 3:43.49                                        |
| 1500 م حرة                         | غريغوريو بالترينيري · إيطاليا | 14:34.57      | كونور جاغر · الولايات المتحدة | 14:39.48 AM                               | غابرييلي ديتي · إيطاليا | 14:40.86                                       |
|                                    | |               | |                                           | |                                                |
| 100 م ظهر                          | راين مورفي · الولايات المتحدة | 51.97 ر.أ     | Xu Jiayu · الصين | 52.31                                     | ديفيد بلامر · الولايات المتحدة                                                                                                  | 52.40                                          |
| 200 م ظهر                          | راين مورفي · الولايات المتحدة | 1:53.62       | ميتش لاركين · أستراليا | 1:53.96                                   | يفغيني ريلوف · روسيا | 1:53.97 قائمة السجلات الأوروبية في السباحة ‏    |
|                                    | |               | |                                           | |                                                |
| 100 م صدر                          | آدم بيتي · بريطانيا العظمى | 57.13 ر.ع     | كاميرون فان در بيرغ · جنوب إفريقيا | 58.69                                     | كودي ميلر · الولايات المتحدة | 58.87 AM                                       |
| 200 م صدر                          | دميتري بالاندين · كازاخستان | 2:07.46 NR    | جوش برينو · الولايات المتحدة | 2:07.53                                   | أنتون شوبكوف · روسيا | 2:07.70 NR                                     |
|                                    | |               | |                                           | |                                                |
| 100 م فراشة                        | جوزيف سكولينغ · سنغافورة | 50.39 ر.أ, AS | مايكل فيلبس · الولايات المتحدة تشاد لو كلو · جنوب إفريقيا لازلو تشيه · المجر                                                                          | 51.14                                     | Not awarded بدور there wبدور a tie for silver.                                                                                  | Not awarded بدور there wبدور a tie for silver. |
| 200 م فراشة                        | مايكل فيلبس · الولايات المتحدة | 1:53.36       | ماساتو ساكاي · اليابان | 1:53.40                                   | Tamás Kenderesi · المجر | 1:53.62                                        |
|                                    | |               | |                                           | |                                                |
| 200 م فردي متنوع                   | مايكل فيلبس · الولايات المتحدة | 1:54.66       | كوسوكي هاغينو · اليابان | 1:56.61                                   | وانغ شون · الصين | 1:57.05                                        |
| 400 م فردي متنوع                   | كوسوكي هاغينو · اليابان | 4:06.05 AS    | تشيس كاليش · الولايات المتحدة | 4:06.75                                   | دايا سيتو · اليابان | 4:09.71                                        |
|                                    | |               | |                                           | |                                                |
| 4 × 100 م تتابع حر                 | الولايات المتحدة (USA) · كايلب دريسيل (48.10) · مايكل فيلبس (47.12) · ريان هيلد (47.73) · ناثان أدريان (46.97) · Jimmy Feigen[a] · Blake Pieroni[a] · أنطوني إيرفين[a]             | 3:09.92       | فرنسا (FRA) · Mehdy Metella (48.08) · Fabien Gilot (48.20) · فلوران مانودو (47.14) · Jérémy Stravius (47.11) · Clément Mignon[a] · William Meynard[a] | 3:10.53                                   | أستراليا (AUS) · جيمس روبرتس ‏ (48.88) · كايل تشالمرز (47.38) · James Magnussen (48.11) · كاميرون مكيفوي (47.00) · ماثيو أبود[a] | 3:11.37                                        |
| 4 × 200 م تتابع حر                 | الولايات المتحدة (USA) · كونور دواير (1:45.23) · Townley Haas (1:44.14) · ريان لوكتي (1:46.03) · مايكل فيلبس (1:45.26) · كلارك سميث[a] · Jack Conger[a] · Gunnar Bentz[a]          | 7:00.66       | بريطانيا العظمى (GBR) · Stephen Milne ‏ (1:46.97) · دونكان سكوت (1:45.05) · Daniel Wallace ‏ (1:46.26) · James Guy ‏ (1:44.85) · Robbie Renwick[a]       | 7:03.13 NR                                | اليابان (JPN) · كوسوكي هاغينو (1:45.34) · Naito Ehara (1:46.11) · Yuki Kobori (1:45.71) · تاكيشي ماتسودا (1:46.34)              | 7:03.50                                        |
| 4 × 100 م تتابع متنوع              | الولايات المتحدة (USA) · راين مورفي (51.85 ر.ع) · كودي ميلر (59.03) · مايكل فيلبس (50.33) · ناثان أدريان (46.74) · ديفيد بلامر[a] · كيفن كوردس[a] · توم شيلدز[a] · كايلب دريسيل[a] | 3:27.95 ر.أ   | بريطانيا العظمى (GBR) · كريستوفر ووكر ‏ (53.68) · آدم بيتي (56.59) · James Guy ‏ (51.35) · دونكان سكوت (47.62)                                          | 3:29.24 NR                                | أستراليا (AUS) · ميتش لاركين (53.19) · جيك باكارد (58.84) · دايفيد مورغان ‏ (51.18) · كايل تشالمرز (46.72) · كاميرون مكيفوي[a]   | 3:29.93                                        |
|                                    | |               | |                                           | |                                                |
| 10 كم مياه مفتوحة                  | Ferry Weertman · هولندا | 1:52:59.8     | Spyridon Gianniotis · اليونان | 1:52:59.8                                 | Marc-Antoine Olivier · فرنسا | 1:53:02.0                                      |
| قالب:Olympic swimming record codes | |               | |                                           | |                                                |